# USS Ingraham (DD-694)
USS Ingraham (DD-694) là một tàu khu trục lớp Allen M. Sumner được Hải quân Hoa Kỳ chế tạo trong Chiến tranh Thế giới thứ hai. Nó là chiếc tàu chiến thứ ba của Hải quân Mỹ được đặt theo tên Đại tá Hải quân Duncan Nathaniel Ingraham (1802-1891). Nó đã hoạt động cho đến hết Thế Chiến II, và tiếp tục phục vụ sau đó trong Chiến tranh Triều Tiên và Chiến tranh Việt Nam cho đến khi được chuyển cho Hy Lạp năm 1971. Nó tiếp tục phục vụ như là chiếc Miaoulis (D211) cho đến khi ngừng hoạt động năm 1992 và bị đánh chìm như mục tiêu năm 2001. Ingraham được tặng thưởng danh hiệu Đơn vị Tưởng thưởng Hải quân và bốn Ngôi sao Chiến trận do thành tích phục vụ trong Thế Chiến II, và thêm một Ngôi sao Chiến trận khác trong Chiến tranh Triều Tiên.

## Thiết kế và chế tạo
Ingraham được đặt lườn tại xưởng tàu của hãng Federal Shipbuilding and Drydock Company ở Kearny, New Jersey vào ngày 4 tháng 8 năm 1943. Nó được hạ thủy vào ngày 16 tháng 1 năm 1944; được đỡ đầu bởi bà George Ingraham Hutchinson, cháu Đại tá Ingraham, và nhập biên chế vào ngày 10 tháng 3 năm 1944 dưới quyền chỉ huy của Trung tá Hải quân H. W. Gordon.

## Lịch sử hoạt động

### 1944
Sau khi hoàn tất việc chạy thử máy tại vùng biển Bermuda và huấn luyện ngoài khơi Norfolk, Virginia, Ingraham khởi hành để đi sang khu vực Mặt trận Thái Bình Dương, đi đến Eniwetok vào ngày 31 tháng 10 năm 1944, kịp thời để tham gia các chiến dịch sau cùng của Khối Đồng Minh nhằm đẩy lui quân đội Nhật Bản về các đảo chính quốc.
Vào giữa tháng 11, Ingraham hộ tống các tàu sân bay trong các đợt không kích lên đảo Luzon thuộc quần đảo Philippines, gây ra những thiệt hại đáng kể cho tàu bè và không lực của Lục quân và Hải quân Nhật Bản. Nó tiếp tục nhiệm vụ tuần tra và chống tàu ngầm cho đến ngày 12 tháng 12, khi nó lên đường tham gia cuộc tấn công và đổ bộ lên Mindoro. Ba ngày sau, nó phối hợp cùng tàu khu trục Barton (DD-722) đánh chìm một tàu chở hàng Nhật ngoài khơi mũi Tây Nam Mindoro.

### 1945
Sau một lượt nghỉ ngơi ngắn, Ingraham khởi hành từ vịnh San Pedro vào ngày 2 tháng 1, 1945 cho chiến dịch đổ bộ tiếp theo lên vịnh Lingayen. Đi đến ngoài khơi vịnh Lingayen vào ngày 6 tháng 1, nó cung cấp hỏa lực phòng không bảo vệ cho lực lượng, và tham gia bắn hải pháo xuống các mục tiêu đối phương sâu trong đất liền. Đến cuối tháng 1, nó gia nhập lực lượng đặc nhiệm tàu sân bay nhanh cho các đợt không kích xuống chính quốc Nhật Bản. Sau khi được sửa chữa tại Saipan vào ngày 20 tháng 2, chiếc tàu khu trục tiếp tục tham gia cuộc đổ bộ lên Iwo Jima vào ngày 23 tháng 2, nơi nó bắn hải pháo hỗ trợ cho cuộc tấn công trên bộ của lực lượng Thủy quân Lục chiến.
Từ ngày 21 tháng 3, trong khuôn khổ cuộc đổ bộ lên Okinawa, Ingraham đảm trách vai trò cột mốc radar canh phòng nhằm cảnh báo sớm các đợt không kích của đối phương, và dẫn đường cho máy bay tiêm kích thuộc lực lượng tuần tra chiến đấu trên không (CAP). Vào ngày 5 tháng 5, nó bị máy bay tấn công tự sát đối phương tấn công dồn dập; bốn chiếc Kamikaze đã bị nó bắn rơi, nhưng chiếc thứ năm đã đâm trúng con tàu bên mạn trái phía trên mực nước. Quả bom chiếc máy bay mang theo kích nổ trong phòng phát điện, khiến con tàu bị mất điện và chịu đựng 51 người thương vong, trong đó có 15 người tử trận. Con tàu phải rút lui về Hunter's Point, California để sửa chữa, và vẫn còn ở lại Hoa Kỳ khi Nhật Bản đầu hàng vào ngày 15 tháng 8.

### 1946 – 1952
Sau khi hoàn tất sửa chữa, Ingraham hoạt động dọc theo bờ biển phía Tây Hoa Kỳ cho đến ngày 7 tháng 5, 1946, khi nó lên đường tham gia cuộc thử nghiệm bom nguyên tử tại đảo san hô Bikini. Sau khi hoàn thành nhiệm vụ, nó khởi hành từ San Diego, California vào ngày 24 tháng 2, 1947 cho chuyến đi sang Viễn Đông, tham gia nhiều cuộc tập trận, và vào cuối tháng 6 đã đi đến Manila, Philippines, đại diện chính thức cho Hoa Kỳ trong lễ kỷ niệm một năm Philippines độc lập. Tiếp tục chuyến viếng thăm thiện chí, nó ghé qua Guam, Melbourne và Sydney thuộc Australia; đồng thời tham gia nghi thức thả vòng hoa tưởng niệm những binh sĩ tử trận trong Trận chiến biển Coral năm 1942. Con tàu quay trở về San Diego vào ngày 8 tháng 10, 1947.
Ingraham hoạt động dọc theo bờ biển California cho đến ngày 4 tháng 4, 1949, khi nó rời San Diego để chuyển sang Norfolk, Virginia, đến nơi vào ngày 20 tháng 4. Nó tham gia thực tập huấn luyện tại khu vực Đại Tây Dương cho đến ngày 24 tháng 11, 1950, khi nó rời Norfolk cho một lượt bố trí hoạt động kéo dài bốn tháng cùng Đệ Lục hạm đội tại Địa Trung Hải. Con tàu tiếp nối các hoạt động thực tập huấn luyện tại khu vực Đại Tây Dương trong mùa Hè năm 1951, rồi thực hiện thêm hai lượt phục vụ khác cùng Đệ Lục hạm đội tại Địa Trung Hải vào mùa Thu năm 1951 và mùa Hè năm 1952.

### Chiến tranh Triều Tiên - 1953
Ingraham rời Norfolk vào ngày 24 tháng 4, 1953 để hộ tống cho tàu sân bay Lake Champlain (CV-39) đi sang Nhật Bản qua ngã Địa Trung Hải và kênh đào Suez. Đi đến Yokosuka vào ngày 9 tháng 6, nó gia nhập đội đặc nhiệm tàu sân bay vào cuối tháng đó để hỗ trợ trên không cho lực lượng Liên Hợp Quốc tại Triều Tiên trong cuộc Chiến tranh Triều Tiên. Nó cũng tham gia bắn phá các vị trí pháo binh và kho tiếp liệu đối phương dọc bờ biển. Sau khi hai bên xung đột đạt được thỏa thuận ngừng bắn, nó tiếp tục tuần tra giám sát ngoài khơi bờ biển Triều Tiên cho đến khi quay trở về Norfolk vào ngày 27 tháng 10.

### 1954 – 1965
Trong năm 1954, Ingraham tiến hành các hoạt động thực tập chống tàu ngầm, các chuyến đi đến Nam Mỹ, và tham gia các cuộc tập trận của Khối NATO tại vùng biển ngoài khơi Bắc Ireland. Sau một đợt đại tu, nó quay trở lại hoạt động huấn luyện vào tháng 6, 1955, thực hiện một chuyến đi huấn luyện đến vùng biển Scandinavia, rồi quay trở về Norfolk vào ngày 6 tháng 9. Nó lại khởi hành từ Norfolk vào ngày 28 tháng 7, 1956 để làm nhiệm vụ cùng Đệ Lục hạm đội tại khu vực Địa Trung Hải, vào thời điểm mà sự căng thẳng gia tăng giữa Ai Cập với Anh, Pháp và Israel do vụ Khủng hoảng kênh đào Suez. Nó quay trở về Norfolk vào ngày 4 tháng 12, tiếp nối các hoạt động huấn luyện, rồi tham gia cuộc tập trận của Khối NATO vào tháng 9 và tháng 10, 1957.
Ingraham lại được phái sang hoạt động cùng Đệ Lục hạm đội tại khu vực Địa Trung Hải vào tháng 2, 1958, làm nhiệm vụ tuần tra tại khu vực Đông Địa Trung Hải và biển Hồng Hải; nó quay trở về Norfolk, Virginia vào ngày 2 tháng 7, trước khi xảy ra vụ Khủng hoảng Li-băng, nơi Đệ Lục hạm đội đóng một vai trò quan trọng để duy trì ổn định và bảo vệ cho công dân Hoa Kỳ. Chiếc tàu khu trục sau đó hoạt động dọc theo vùng bờ Đông cho đến ngày 13 tháng 2, 1959, khi nó lên đường cho một đợt bố trí khác cùng Đệ Lục hạm đội, vào thời điểm có nguy cơ đối đầu với các nước trong Khối Warszawa do mâu thuẫn tại Berlin. Nó rời khu vực Địa Trung Hải vào ngày 30 tháng 8, và quay về đến Xưởng hải quân Norfolk tại Portsmouth, Virginia vào ngày 7 tháng 9, nơi nó bắt đầu được đại tu.

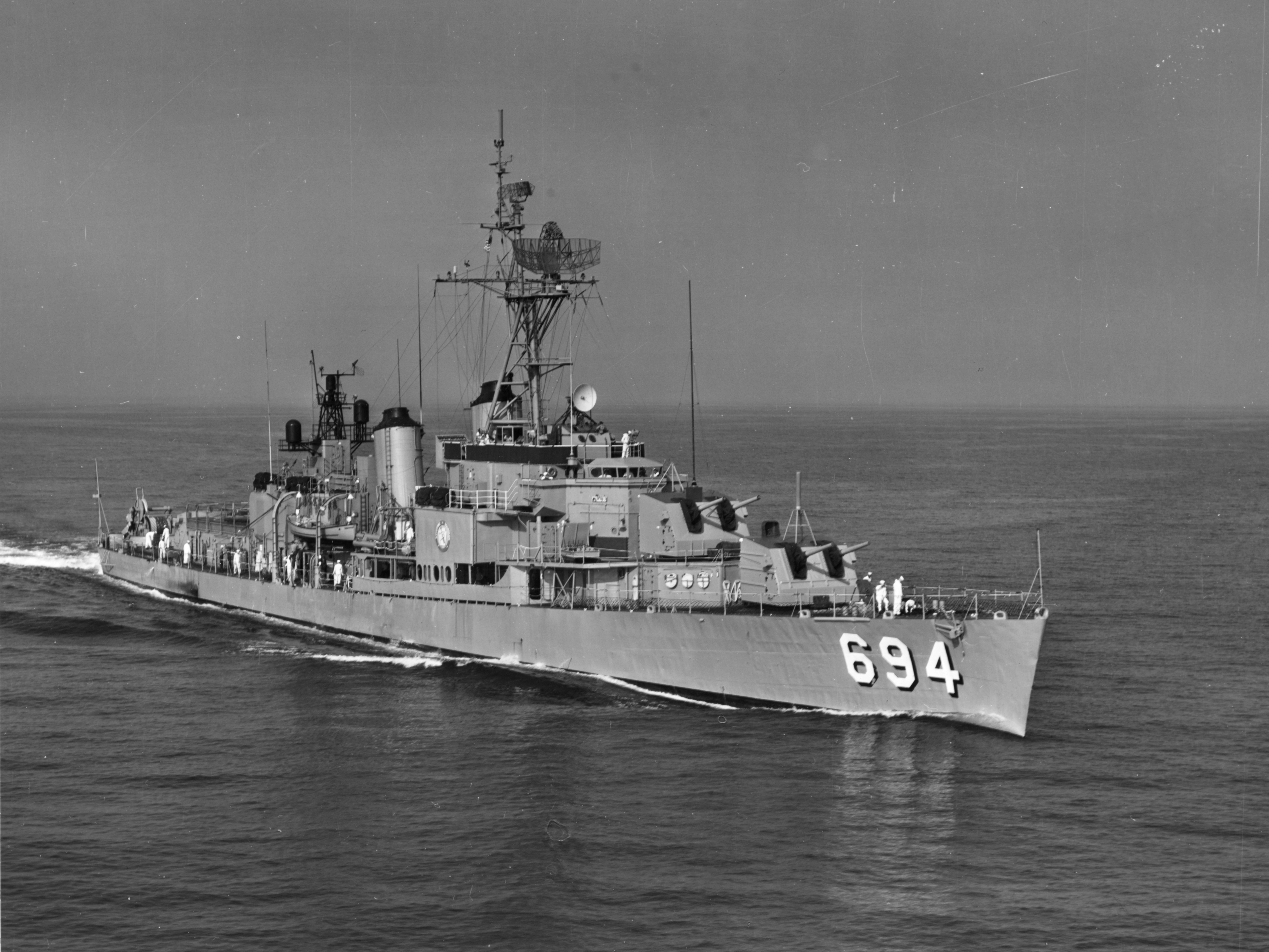
Ingraham trên đường đi, tháng 6, 1962.

Trong năm 1960, Ingraham tiến hành các hoạt động ngoài khơi Mayport, Florida trước khi thực hiện một lượt phục vụ khác cùng Đệ Lục hạm đội, bắt đầu từ cuối tháng 9, 1960. Nó quay trở lại hoạt động thường lệ ngoài khơi Mayport vào tháng 3, 1961 trước khi trải qua một cuộc nâng cấp và hiện đại hóa kéo dài tám tháng, theo chương trình Hồi sinh và Hiện đại hóa Hạm đội II (FRAM: Rehabilitation and Modernization Fleet) tại Portsmouth, Virginia.
Ingraham chuyển đến cảng nhà mới tại Newport, Rhode Island vào ngày 23 tháng 2, 1962, rồi tham gia các cuộc tập trận hạm đội tại Đại Tây Dương và vùng biển Caribe, Trong tháng 9 và tháng 10, 1962, con tàu tham gia vào Chương trình Mercury khi hoạt động như một tàu thu hồi trong chuyến bay lên quỹ đạo trái đất của tàu "Sigma 7". Cũng trong năm này, nó tham gia hoạt động phong tỏa Cuba trong vụ Khủng hoảng tên lửa Cuba, do việc Liên Xô bố trí những tên lửa đạn đạo trên hòn đảo này. Nó được phái sang Địa Trung Hải cùng Đệ Lục hạm đội vào ngày 1 tháng 10, 1963, rồi quay trở lại hoạt động thường lệ dọc theo vùng bờ Đông, cho đến khi được phái sang Việt Nam vào ngày 29 tháng 9, 1965.

### Chiến tranh Việt Nam – 1965 – 1966
Ingraham khởi hành từ Newport vào ngày 29 tháng 9, 1965 để đi sang khu vực Tây Thái Bình Dương và phục vụ trong cuộc Chiến tranh Việt Nam. Nó đi đến Yokosuka, Nhật Bản vào ngày 31 tháng 10, 1965 để được tiếp liệu trước khi tiếp tục đi sang Biển Đông. Ngoài nhiệm vụ hộ tống bảo vệ tàu sân bay Ticonderoga (CV-14), nó còn tiến hành bắn phá bờ biển hỗ trợ cho lực lượng chiến đấu trên bộ. Vào ngày 12 tháng 11, 1965, con tàu tiến sâu 10 mi (16 km) vào sông Sài Gòn để bắn phá một căn cứ tiếp liệu đối phương, và sang ngày hôm sau bắn phá một vị trí tập trung quân cách đó 300 mi (480 km). Sang đầu tháng 12, nó theo dõi hoạt động của một tàu ngầm Xô Viết tại khu vực phụ cận đảo Hải Nam, Trung Quốc tiếp giáp với vịnh Bắc Bộ; và từ ngày 1 tháng 1 đến ngày 24 tháng 1, 1966, nó hoạt động cùng Lực lượng Đặc nhiệm 77 ngoài khơi Việt Nam. Nó rời khu vực Viễn Đông vào ngày 4 tháng 2 để quay trở về Newport qua ngã kênh đào Suez, về đến cảng nhà vào ngày 8 tháng 4, 1966.

### 1966 – 1971
Ingraham tiếp tục hoạt động thường lệ dọc theo vùng bờ Đông Hoa Kỳ. Từ ngày 14 đến ngày 21 tháng 6, 1966, nó tham gia Chiến dịch Beachtime, cuộc tập trận đổ bộ tại vùng biển Caribe. Nó được bảo trì từ ngày 28 tháng 10 đến ngày 28 tháng 11, 1966 nhằm chuẩn bị để được biệt phái sang Địa Trung Hải. Nó đi đến Gibraltar vào ngày 8 tháng 12.
Ingraham đã hoạt động huấn luyện vào mùa Hè năm 1969 tại vịnh Guantánamo, Cuba. Đến ngày 2 tháng 9, nó khởi hành từ Newport cùng tàu sân bay Yorktown (CV-10) để tham gia cuộc tập trận Peacekeeper từ ngày 17 đến ngày 21 tháng 9. Sau đó nó lần lượt viếng thăm các cảng Brest, Pháp từ ngày 23 tháng 9; Rotterdam, Hà Lan từ ngày 16 đến ngày 18 tháng 10; Kiel, Đức từ ngày 11 đến ngày 16 tháng 11; Copenhagen, Đan Mạch từ ngày 18 đến ngày 21 tháng 11; và Portsmouth, Anh từ ngày 25 tháng 11 đến ngày 1 tháng 12. Nó quay trở về Newport vào ngày 11 tháng 12.
Từ cuối năm 1970 sang đầu năm 1971, Ingraham thực hiện chuyến đi cuối cùng sang Địa Trung Hải cùng Đệ Lục hạm đội, viếng thăm các cảng Valletta, Malta; vịnh Augusta, Sicily; Palma, Majorca; Naples, Ý; Athens, Hy Lạp. Sau khi quay trở về Hoa Kỳ, Ingraham được cho xuất biên chế vào ngày 15 tháng 6, 1971 và được bán cho Hy Lạp vào ngày 16 tháng 7, 1971.

### Miaoulis(D211)
Chiếc tàu khu trục phục vụ cùng Hải quân Hy Lạp như là chiếc Miaoulis (D211), tên được đặt theo Đô đốc Andreas Vokos Miaoulis (1769-1835), vị anh hùng của cuộc Chiến tranh giành độc lập Hy Lạp vào đầu thế kỷ 19. Thoạt tiên nó trang bị một máy bay trực thăng Aérospatiale Alouette III thay cho kiểu máy bay không người lái chống tàu ngầm Aerodyne QH-50 DASH được Hải quân Mỹ sử dụng. Nó được hiện đại hóa từ tháng 11, 1986, khi dàn sonar với độ sâu thay đổi được tháo dỡ, sàn đáp và hầm chứa máy bay được mở rộng để kiểu máy bay trực thăng Agusta-Bell AB-212 lớn hơn có thể hoạt động. Con tàu tiếp tục hoạt động cho đến năm 1992, khi nó được cho xuất biên chế và rút khỏi danh sách đăng bạ hải quân.
Miaoulis bị đánh chìm như một mục tiêu trong một cuộc tập trận của Hải quân Hy Lạp vào ngày 9 tháng 10, 2001.

## Phần thưởng
Ingraham được tặng thưởng danh hiệu Đơn vị Tưởng thưởng Hải quân và bốn Ngôi sao Chiến trận do thành tích phục vụ trong Thế Chiến II, và thêm một Ngôi sao Chiến trận khác trong Chiến tranh Triều Tiên.